# Seyidshen
Seyidshen (azerbajdzjanska: Seyidbəyli, armeniska: Խաճեն, Khachen, ryska: Сейидшен, azerbajdzjanska: Seyidişen, armeniska: Khach’en, Խաչեն) är en ort i Azerbajdzjan.   Den ligger i distriktet Xocalı Rayonu, i den centrala delen av landet, 280 km väster om huvudstaden Baku. Seyidshen ligger 958 meter över havet och antalet invånare är 369.
Terrängen runt Seyidshen är kuperad. Närmaste större samhälle är Stepanakert, 19,4 km söder om Seyidshen. 
Trakten runt Seyidshen består till största delen av jordbruksmark. Runt Seyidshen är det ganska glesbefolkat, med 27 invånare per kvadratkilometer.